# Stadtarchiv Ludwigsburg
Das Stadtarchiv Ludwigsburg ist das Archiv der Stadt Ludwigsburg. Es wird Schriftgut aus der Stadtverwaltung übernommen sowie Vor- und Nachlässe verwahrt und zugänglich gemacht. Im Jahr 1952 wurde es durch die Zusammenlegung der Archive der Stadt Ludwigsburg und der ehemaligen eigenständigen Gemeinden Eglosheim, Hoheneck, Neckarweihingen, Oßweil, Pflugfelden und Poppenweiler gegründet. Das Bestehen des Stadtarchivs beruht auf dem Landesarchivgesetz. Im Stadtarchiv befindet sich auch die Geschäftsstelle des Historischen Vereins für Stadt und Kreis Ludwigsburg.

## Geschichte
Die Anfänge des Archivs, bzw. Registratur in Ludwigsburg reichen bis in die Anfangszeit der Stadtgründung zurück. Aus dem Jahr 1729 gibt es auf einer Bürgermeisterrechnung den ersten Hinweis auf einen Aufbewahrungsort für das städtische Schriftgut als der Schreiner Friedrich Bickelmann einen Auftrag für „einen Kasten, worinnen das Zinngeschirr und schriftlichen Documenta verwahrt werden“ übernahm. Allerdings dauerte es noch bis ins Jahr 1777 bis der Stadtschreiber Johann Georg Kerner „die Besorgung der Stadtregistratur und die Registrierung der einlaufenden herzoglichen Befehle und deren Übernahme vom Oberamt übertragen“ bekam.
Die Stadt Ludwigsburg blieb zwar weitgehendst von Stadtbränden und Zerstörungen verschont, aber dennoch wurden in den letzten Jahrhunderten mehrmals für die Stadtgeschichte bedeutsame Akten vernichtet. Im Laufe der Jahrhunderte wurden verschiedentlich Akten vernichtet, so z. B. im Jahr 1945 nach der Besetzung der Stadt Ludwigsburg durch französische Soldaten „um Platz zu schaffen“.
Im Jahr 1937 wurde auf Anregung des Landeshistorikers Walter Grube von einem städtischen Beamten Verzeichnisse von Teilen der dezentral lagernden Archivalien erstellt. Seit dem Jahr 1950 setzte er sich bei der Stadtverwaltung ein, die Archivalien an einem Standort unterzubringen und ein geordnetes Archiv einzurichten, was im Jahr 1952 umgesetzt werden konnte. Die Archivalien mussten in den folgenden Jahrzehnten noch einige Male umziehen.
Seit dem Jahr 2011 befindet sich das Stadtarchiv in den neuen Räumlichkeiten in der Mathildenstraße 21.

### Leiter des Stadtarchivs
- Eugen Stemmler (1952–1957)
- Anton Müller (1958–1977)
- Wolfgang Läpple (1978–2014)
- Simon Karzel (seit 2014)[6]

## Aufgaben
Die Hauptaufgabe des Stadtarchiv Ludwigsburg ist die Übernahme stadtgeschichtlicher Unterlagen in gedruckter wie auch in digitaler Form aus der Stadtverwaltung (einschließlich Fotos, Pläne, Filme, Tonaufnahmen und Zeitungsartikel), um sie zu erschließen und dauerhaft aufzubewahren. Sie werden auf Archivwürdigkeit geprüft und ggf. kassiert.
Zudem werden Forschungsarbeiten, wissenschaftliche Arbeiten sowie heimat- und familiengeschichtliche Forschungen betreut.

## Bestände
Im Archiv befinden sich Urkunden, Vor- und Nachlässe, Akten, Fotos, Filme, Karten, Pläne und Plakate mit dem Themenschwerpunkt Ludwigsburg. Sie sind mit Ausnahme der Sammlungen und teilweise der Sonderbestände nach dem Provenienzprinzip geordnet. Da anhand der Unterlagen der Stadtverwaltung nicht alle Ereignisse in der Stadt und in den Stadtteilen umfassend dokumentiert werden können und sich das Stadtarchiv als "universeller Quellenspeicher" verstehen will, "ist es auch auf Sammlungen angewiesen, die das amtliche Schriftgut ergänzen und abrunden sollen".

## Bibliothek
Das Stadtarchiv verfügt über eine Spezialbibliothek mit historischem Buchbestand. Der Sammelschwerpunkt liegt auf in und über Ludwigsburg erschienen Publikationen. Die Präsenzbibliothek umfasst eine Beständsgrösse von 21.287 Exemplaren. Die Bibliothek nimmt an der Verbundkatalogisierung im Südwestdeutschen Bibliotheksverbund teil. Die Neuzugänge erfolgen überwiegend durch Kauf, Tausch und Schenkung von moderner und antiquarischer Literatur sowie durch Abgabe von Belegexemplaren und ausgeschiedene Bücher städtischer Dienststellen.

## Publikationen
Seit dem Jahr 2019 gibt das Stadtarchiv eine Schriftenreihe unter dem Titel Schriftenreihe des Stadtarchivs Ludwigsburg zur Ludwigsburger Stadtgeschichte heraus.
- Band 1: Simon Karzel: Die Aigners und Ludwigsburg : eine Familie, eine Firma und ihre Stadt (Ludwigsburg: Stadt Ludwigsburg, 2019).
- Band 2: Joachim Michael Feigl (Bilder), Simon Karzel (Text): Caché : Schloss Ludwigsburg hinter den Kulissen   (Ludwigsburg: Stadt Ludwigsburg, 2019) (2. Aufl.).
- Band 3: Agnès Laube: Als Werbung noch Reklame hieß : die "Reklame" der Firma Koch & Schenk im historischen Kontext (Ludwigsburg: Stadt Ludwigsburg, 2020).
- Band 4: Brüser, Joachim, Simon Karzel (Hrsg.): Vom Beginn des Schlossbaus bis zum Ersten Weltkrieg : Quellen zur Ludwigsburger Stadtgeschichte 1704 bis 1914 (Ostfildern : Jan Thorbecke Verlag, 2021).
- Band 5: Simon Karzel, Thomas Bickelhaupt, Wolfgang Neumann: Perspektivwechsel : ein Dialog zu Ludwigsburg (Ludwigsburg: Stadt Ludwigsburg, 2022).

Weitere Publikationen wurden außerhalb einer Reihe veröffentlicht:
- Stadtarchiv Ludwigsburg: Carl zeigt Dir Ludwigsburg : eine Reise für Kinder durch die Stadtgeschichte (Stadt Ludwigsburg: Ludwigsburg 2022).
- Wolfgang Läpple: Schwäbisches Potsdam. Die Garnison Ludwigsburg von den Anfängen bis zur Auflösung. Stadt Ludwigsburg, Ludwigsburg 2009,  ISBN 3-00-014212-6.